# Рущиці
Рущиці (біл. вёска Рушчіцы) — село в складі Вілейського району Мінської області, Білорусь. Село підпорядковане Ольковицькій сільській раді, розташоване в північній частині області.

## Історія
У 1921–1945 роках фільварок знаходилось у Польщі, у Вільнюськім воєводстві, Вілейського повіту, у гміні Ілля.

## Населення
- 1921 рік — 26 людини, 3 будинків[1].
- 1931 рік — 41 людини, 5 будинків[2].